# Liste de jeux 3DO
Cette liste de jeux pour console 3DO n'est pas une liste de jeux réalisés par la société The 3DO Company
La liste de jeux 3DO répertorie alphabétiquement les jeux disponibles pour la console de jeux vidéo 3DO Interactive Multiplayer.
- Haut – A
- B
- C
- D
- E
- F
- G
- H
- I
- J
- K
- L
- M
- N
- O
- P
- Q
- R
- S
- T
- U
- V
- W
- X
- Y
- Z

## 0-9
- 20th Century Video Almanac
- 3D Atlas
- 3DO Buffet
- 3DO 2000
Sample Disk #1
- 3DO Sample Disk #2
- 3DO Sample Disk #3
- 3DO Sample Disk #4

## A
- Achieve Peace (prototype)
- Advanced Dungeons & Dragons Slayer
- Ai Shogi (Asie uniquement)
- Air Warrior
- Akogi (Asie uniquement)
- Alone in the Dark
- Alone in the Dark 2
- The Animals The San Diego Zoo Presents...
- Aqua World:Umibi Monogatari (Japon uniquement)
- Armageddon (Japon uniquement)
- Autobahn Tokio (Japon uniquement)

## B
- Bakushou!! All Yoshimoto Quiz-Ou Ketteisen (Japon uniquement)
- Ballz: The Director's Cut
- Battery Navi (Japon uniquement)
- Battle Chess
- Battle Pinball (Japon uniquement)
- BattleSport
- BC Racers
- Belzerion
- Bladeforce
- Blonde Justice
- Blue Chicago Blues (Japon uniquement)
- Blue Forest Story (Japon uniquement)
- Bonogurashi (Asie uniquement)
- Brain Dead 13
- Burning Soldier
- Bust-A-Move (Japon uniquement)

## C
- Cannon Fodder
- Captain Quazar
- Carrier: Fortress at Sea
- Casper
- Chinese Checkers (Asie uniquement)
- Club 3DO Station Invasion
- Corpse Killer
- The Coven (jeu vidéo)
- Cowboy Casino
- CPU Bach
- Crash 'n Burn
- Creature Shock
- Crime Patrol
- Crime Patrol 2: Drug Wars
- Crystal Dynamics: Sample This!
- Cyberdillo
- Cyberia

## D
- D
- The Daedalus Encounter
- DeathKeep
- Demolition Man
- Dennis Miller: That's News to Me
- Digital Dreamware
- DinoPark Tycoon
- Doctor Hauzer (Japon uniquement)
- Doom
- Dragon Lore
- Dragon's Lair
- Dragon's Lair II: Time Warp
- Draxon's Revenge
- Duelin' Firemen! (prototype)

## E
- EMIT Volume 1: Toki no Maigo (Japon uniquement)
- EMIT Volume 3: Watashi ni Sayonara (Japon uniquement)
- Endlessly
- Escape From Monster Manor
- ESPN Baseball
- ESPN Beach Volleyball
- ESPN Golf
- ESPN Golf: Mental Messages
- ESPN Skiing
- ESPN Soccer
- ESPN Step Aerobics
- ESPN Tennis
- The Eye of Typhoon (Corée uniquement)

## F
- Family Feud
- Fatty Bear's Birthday Surprise
- Fatty Bear's Fun Pack
- FIFA International Soccer
- Firewall (jeu vidéo) (Corée uniquement)
- Flashback
- Foes of Ali
- Formula 1 World Championship (prototype)
- Fun 'n Games

## G
- Game Guru
- Game's Master (prototype)
- Gex
- Grand Chef of the Kingdom (Japon uniquement)
- Gridders
- Guardian War

## H
- Hell: A Cyberpunk Thriller
- Hello Kitty: Asobi no Omochabako (Asie uniquement)
- The Horde

## I
- Icebreaker
- Immercenary
- Immortal Desire
- The Incredible Machine
- Iron Angel of the Apocalypse
- Iron Angel of the Apocalyspe: The Return
- Isis (prototype)

## J
- Jammit
- JB Harold Blue Chicago (prototype de Blue Chicago Blues)
- J. League Virtual Stadium (Japon uniquement)
- J. League Virtual Stadium '95 (Japon uniquement)
- John Madden Football
- Johnny Bazookatone
- Jurassic Park Interactive

## K
- Kamachi's Museum (Japon uniquement)
- Killing Time
- Kingdom: The Far Reaches
- Kure Yon Shin Chan (import Chine)

## L
- Lawnmower Man, The
- Letter That Came Over Time (Japon uniquement)
- Lemmings
- Lost Eden
- The Lost Files of Sherlock Holmes: The Case of the Serated Scapel
- Lucienne's Quest

## M
- Macaroni Interactive (prototype)
- Mad Dog McCree
- Mad Dog II: The Lost Gold
- Mazer
- MegaRace
- Microcosm
- Mind Teazzer
- Myst

## N
- Need for Speed, The
- Neurodancer
- Neo Organic Bioform (Asie uniquement)
- Night Trap
- Nobunaga no Yabō: Haōden (Japon uniquement)
- Novastorm

## O
- Oceans Below
- Out of This World
- Off-World Interceptor
- Olympic Games: Atlanta 1996
- Olympic Summer Games
- Oyaji Hunter (Japon uniquement)

## P
- Paddock Note '95
- Panzer General
- Pa-Taank!
- Pebble Beach Golf Links
- PGA Tour Golf 96
- Phoenix 3
- Plumbers Don't Wear Ties
- PO'ed
- Policenauts (Japon uniquement)
- Power Slide (prototype)
- Pretty Soldier Sailor Moon S
- Primal Rage
- Psychic Detective
- Putt Putt Goes to the Moon
- Putt Putt Joins the Parade
- Putt Putt Fun Pack
- Pyramid Intruder (prototype)

## Q
- Quarantine
- Quarterback Attack

## R
- Return Fire
- Return Fire: Maps Of Death
- Return to Zork (prototype)
- Rise of the Robots
- Road Rash 3D
- Robinson's Requiem
- Royal Pro Wrestling (Japon uniquement)

## S
- Samurai Shodown
- San Goku Shi IV (Japon uniquement)
- Scramble Cobra
- Seal of the Pharaoh
- Sesame Street: Numbers
- Sewer Shark
- Shadow: War of Succession
- Shanghai: Triple Threat
- Shockwave
- Shockwave: Operation Jumpgate
- Shockwave 2: Beyond the Gate
- Short Warp (Asie uniquement)
- Slam N Jam '95
- Slayer
- Snow Job
- Soccer Kid
- Space Ace
- Space Hulk: Vengeance of the Blood Angels
- Space Pirates
- Space Shuttle
- Starblade
- Star Control II
- Star Fighter
- Star Wars: Rebel Assault
- Supermodels Gone Wild
- Super Street Fighter II Turbo
- Super Wing Commander
- Supreme Warrior
- Sword & Sorcery (Japon uniquement)
- Syndicate

## T
- Taiketsu! Rooms (Japon uniquement)
- Theme Park
- Toontime in the Classroom
- Total Eclipse
- The Tower (Japon uniquement)
- Trip'd
- Twisted: The Game Show

## U
- Ultraman Powered (Japon uniquement)

## V
- Virtual Cameraman Part 2: Kawai Natsumi and Tachihara Kimi (Japon uniquement)
- Virtual Cameraman Part 3: Sugimoto Yumika (Japon uniquement)
- Virtual Cameraman Part 4: Toya Shiori (Japon uniquement)
- Virtuoso

## W
- Way of the Warrior
- Who Shot Johnny Rock?
- Wicked 18
- Wing Commander III
- Wolfenstein 3D
- Woody Woodpecker and Friends Volume 1
- World Cup Golf

## Y
- Yu Yu Hakusho (Japon uniquement)

## Z
- Zhadnost: The People's Party

- Haut – A
- B
- C
- D
- E
- F
- G
- H
- I
- J
- K
- L
- M
- N
- O
- P
- Q
- R
- S
- T
- U
- V
- W
- X
- Y
- Z